# Niewybuch

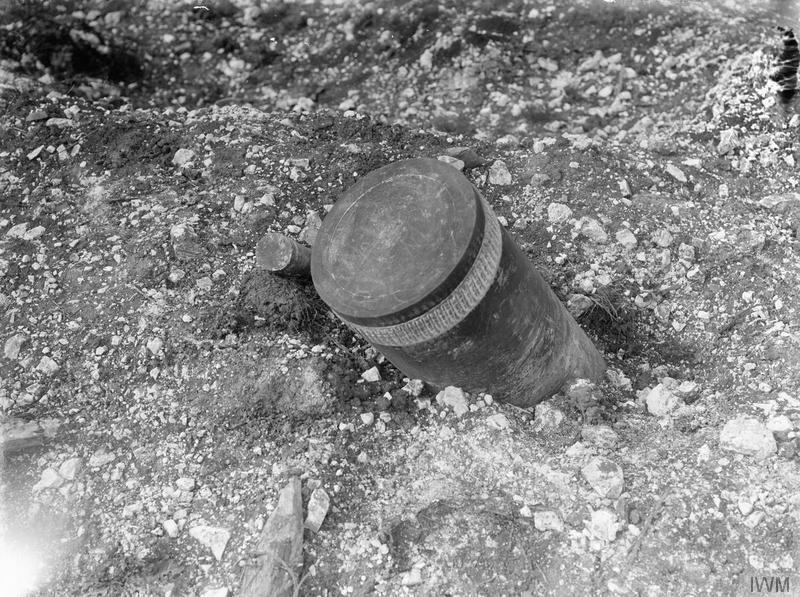
Niemiecki pocisk artyleryjski wbity w ziemię, który nie eksplodował podczas bitwy nad Sommą, 1916 r.

Niewybuch – każdy przedmiot zawierający materiał wybuchowy w stanie wolnym, który powinien zdetonować, jednak pomimo stworzenia warunków koniecznych do tego procesu nie doszło do wybuchu. 
Podobnym pojęciem jest niewypał, który odnosi się jednak nie do ładunku wybuchowego, lecz do ładunku miotającego.

## Szczegółowe definicje niewybuchu

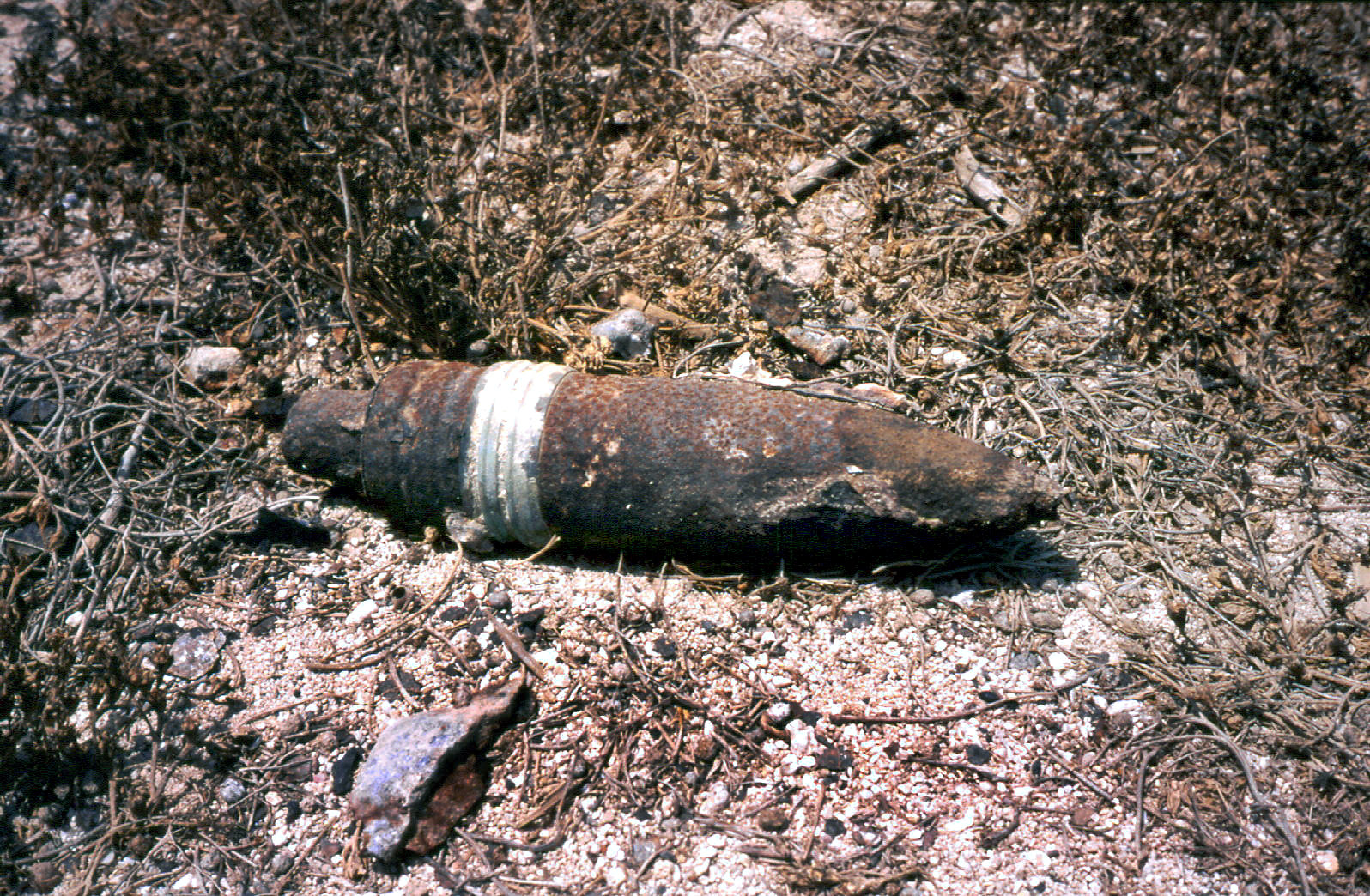
Skorodowany iracki pocisk artyleryjski z I wojny w Zatoce Perskiej

Pojęcie niewybuchu odnosi się do środków zawierających materiał wybuchowy o charakterze kruszącym lub analogicznych, w których wybuch ma charakter detonacji. Oprócz środków bojowych (niszczących lub hukowych), mogą to być też cywilne, niszczące materiały wybuchowe (stosowane na przykład w kopalniach), oraz szereg innych środków pirotechnicznych, jak środki uruchamiające mechanizmy lub stosowane w celach widowiskowych. Za niewybuchy uznaje się czasami także przedmioty, które mogą detonować, mimo że pierwotnie nie były do tego przeznaczone. Niewybuchem jest na przykład poduszka powietrzna z rozbitego samochodu, która nie zadziałała i dlatego w każdej chwili może eksplodować.
Za niewybuchy nie uważa się środków właściwie składowanych, a jedynie te, które zostały użyte, ale nie zadziałały lub zadziałały wadliwie. Oprócz tego za niewybuchy uważa się również środki wybuchowe pozbawione właściwego nadzoru i kontroli, na przykład gdzieś wykryte, niewiadomego pochodzenia, uszkodzone, przeterminowane i tym podobne.
Czasami zdefiniowanie niewybuchów może być trudne, na przykład pole minowe podczas prowadzenia działań wojennych nie posiada jeszcze niewybuchów, natomiast to samo pole nierozminowane po ustaniu tych działań, czyli takie, które trzeba rozminować, określa się już jako zawierające niewybuchy. Ponadto niektóre środki mogą być jednocześnie niewybuchami i niewypałami – na przykład pocisk artyleryjski może być ze względu na ładunek miotający – niewypałem, a ze względu na ładunek kruszący – niewybuchem. Ponieważ jednak skutki wybuchu są groźniejsze niż wypału, to w takich sytuacjach mówi się ogólnie o niewybuchach. Jeśli jednak taki pocisk został wystrzelony, ale nie eksplodował, to pozostaje już tylko niewybuchem.

## Przyczyny powstawania
Przyczyną powstania niewybuchu może być nieuruchomienie lub złe działanie detonatora, zmiany chemiczne w samym materiale wybuchowym i wiele innych czynników. 

## Sposób postępowania

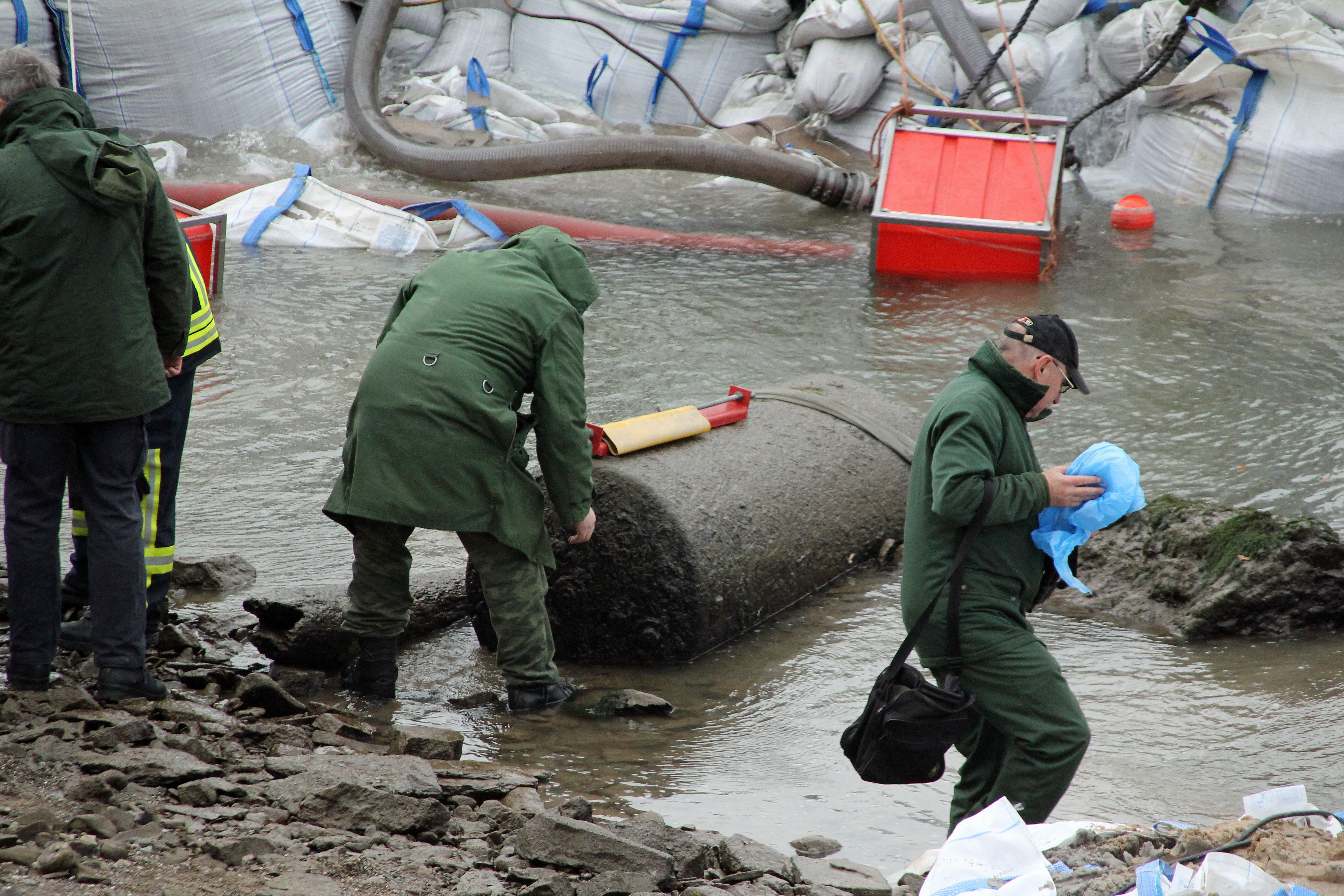
Saperzy sprawdzający zapalniki kontaktowe 1,8 tonowej brytyjskiej bomby lotniczej z okresu II wojny światowej przed jej rozbrojeniem. Koblencja 3 grudnia 2011 r.

Sposób obchodzenia się z niewybuchami oraz metody ich niszczenia regulują szczegółowo odpowiednie instrukcje dla saperów. Przede wszystkim zabroniony jest jakikolwiek kontakt osób postronnych z niewybuchami, gdyż środki tego typu zachowują zazwyczaj swoją aktywność przez bardzo długi czas. Za przykład może posłużyć eksplozja 250 kg bomby lotniczej zrzuconej w okresie II wojny światowej, do której doszło 23 czerwca 2019 r. w niemieckim Limburgu. Mimo że nie doszło do bezpośredniego wzruszenia niewybuchu, ulegający erozji zapalnik samoistnie zainicjował eksplozję po ponad 74 latach zalegania w ziemi.
Za usuwanie niewybuchów są odpowiedzialne patrole rozminowania.

## Rozrzut odłamków
| Możliwy promień rozrzutu odłamków w zależności od kalibru wysadzanych pocisków: | Możliwy promień rozrzutu odłamków w zależności od kalibru wysadzanych pocisków: |
| kaliber pocisku [mm]                                                            | przewidywany promień rozrzutu odłamków [m]                                      |
| ------------------------------------------------------------------------------- | ------------------------------------------------------------------------------- |
| od 37 do 76                                                                     | 500                                                                             |
| od 76 do 105                                                                    | 700                                                                             |
| od 105 do 150                                                                   | 850                                                                             |
| od 150 do 200                                                                   | 1000                                                                            |
| od 200 do 300                                                                   | 1200                                                                            |
| od 300 do 400                                                                   | 1350                                                                            |
| powyżej 400                                                                     | 1500                                                                            |

| Możliwy promień rozrzutu odłamków w zależności od masy wysadzanych bomb lotniczych: | Możliwy promień rozrzutu odłamków w zależności od masy wysadzanych bomb lotniczych: |
| masa bomby lotniczej [kg]                                                           | przewidywany promień rozrzutu odłamków [m]                                          |
| ----------------------------------------------------------------------------------- | ----------------------------------------------------------------------------------- |
| od 25 do 50                                                                         | 850                                                                                 |
| 100                                                                                 | 1000                                                                                |
| 250                                                                                 | 1200                                                                                |
| 500                                                                                 | 1350                                                                                |
| 1000                                                                                | 1500                                                                                |
| 1500                                                                                | 1600                                                                                |
| 2000                                                                                | 1750                                                                                |
| 3000                                                                                | 1900                                                                                |
| 5000                                                                                | 2000                                                                                |